# Setge de Sagunt
El Setge de Sagunt, conegut també com a presa de Sagunt, foren un conjunt d'operacions militars dutes a terme entre el 219 aC i el 218 aC entre els cartaginesos, dirigits per Hanníbal Barca, i els edetans o saguntins. La batalla es produí a la ciutat edetana d'Arse, coneguda pels clàssics com a Sagúntum, i és coneguda sobretot perquè va provocar una de les guerres més importants de l'edat antiga, la Segona Guerra Púnica.

## Antecedents
Després que Hanníbal Barca fou nomenat comandant suprem dels exèrcits cartaginesos d'Ibèria el 221 aC amb només 26 anys, va passar dos anys madurant el seu pla i completant els seus preparatius per assegurar el poder de Cartago al Mediterrani, que incloïa la captura de Sagúntum, ciutat fortificada dels edetans, aliada de la república de Roma, i protegida pel tractat de l'Ebre, que no podia quedar en mans de l'enemic a la seva rereguarda. A més, el saqueig mantindria al seu exèrcit de mercenaris del nord d'Àfrica, la península Ibèrica i la Gàl·lia i podria ser utilitzat pel manteniment dels opositors polítics a Cartago.
La república romana va ignorar Hanníbal tot i rebre avisos dels preparatius, car pensaven que podien fer caure aquest jove cartaginès sense cap esforç especial quan fos necessari i es van centrar a combatre els il·liris, que s'havien revoltat. A Roma tan sols van reaccionar quan van arribar notícies que Hanníbal havia posat sota setge a Sagunt, al sud-est hispànic. El cartaginès havia trencat el tractat establert després de la Primera Guerra Púnica.
En el pla d'Hanníbal, la conquesta de Sagúntum, aliada romana, és fonamental. La ciutat era una de les més fortificades de la zona i no era bona idea abandonar aquesta ciutat en mans d'enemics. Hanníbal també esperava que amb el saqueig mantindria content al seu exèrcit (la seva majoria mercenaris del nord d'Àfrica, Hispània i la Gàl·lia). Els diners de la ciutat igualment podrien ser gastats als ulls dels seus opositors polítics al seu retorn a Cartago.

## El setge
Durant l'assalt a la ciutat, Hanníbal va patir pèrdues per les importants fortificacions i la tenacitat en la defensa dels saguntins, però les seves tropes van assaltar i destruir les defenses de la ciutat d'una en una. Els saguntins van tornar a demanar ajut a Roma però no hi va haver resposta. Finalment, l'any 218 aC, després de vuit mesos de setge les últimes defenses van caure. Això va marcar l'inici de la Segona Guerra Púnica.
Aquest va ser un dels primers errors dels romans a la Segona Guerra Púnica: si haguessin arribat en socors de Sagunt contra Hanníbal en lloc de combatre la revolta dels il·liris, podrien haver salvat la ciutat i potser evitat que Hanníbal travessàs els Pirineus.

## Conseqüències
Hanníbal Barca disposava d'una base des de la qual podia subministrar aliments i reforços a les seves forces, reclutà molts guerrers edetans per travessar els Pirineus i els Alps per enfrontar-se als romans al seu propi territori i, abans de començar la seva marxa, va fer una breu peregrinació religiosa.

Mapa de les campanyes de la Segona Guerra Púnica

Hanníbal tractà d'obtenir el suport del Senat cartaginès, controlat per la facció proromana d'Hannó II el Gran que no estava d'acord amb els mitjans agressius d'Hanníbal, i no li va donar suport complet i incondicional, ni quan estava a un pas de la victòria absoluta a només cinc quilòmetres de Roma. En aquest episodi, però, Hanníbal va ser capaç d'obtenir un suport limitat que li va permetre passar a Cartago Nova, on va reunir els seus homes i els va informar de les seves intencions.
Breument, Hanníbal va emprendre una peregrinació religiosa abans de començar la seva marxa cap als Pirineus, els Alps i Roma. La següent fase de la guerra es va caracteritzar per una extraordinària successió cartaginesa de victòries a Trèbia, al Llac Trasimè i, sobretot, en la batalla de Cannes.